# Municipio de Garfield (condado de Buffalo)
El municipio de Garfield (en inglés: Garfield Township) es un municipio ubicado en el condado de Buffalo en el estado estadounidense de Nebraska. En el año 2010 tenía una población de 201 habitantes y una densidad poblacional de 2,27 personas por km².

## Geografía
El municipio de Garfield se encuentra ubicado en las coordenadas 40°59′46″N 98°53′3″O / 40.99611, -98.88417. Según la Oficina del Censo de los Estados Unidos, el municipio tiene una superficie total de 88.49 km², de la cual 87,48 km² corresponden a tierra firme y (1,15 %) 1,02 km² es agua.

## Demografía
Según el censo de 2010, había 201 personas residiendo en el municipio de Garfield. La densidad de población era de 2,27 hab./km². De los 201 habitantes, el municipio de Garfield estaba compuesto por el 97,51 % blancos, el 2,49 % eran de otras razas. Del total de la población el 2,49 % eran hispanos o latinos de cualquier raza.